# PlayStation (serie)

Il logo originale usato dal 3 dicembre 1994 al 2009

Il logo usato attualmente

PlayStation (ufficialmente abbreviato in PS) è un marchio che identifica una serie di console da videogiochi prodotta da Sony Interactive Entertainment, divisione della Sony, a partire dagli anni 1990.
La serie è iniziata nel 1994 e copre la quinta, la sesta, la settima, l'ottava e la nona generazione delle console da videogiochi.

## Console casalinghe
| Foto | Nome          | Data di commercializzazione | Vendite                        | Informazioni | Versioni e revisioni |
| ---- | ------------- | --------------------------- | ------------------------------ | --- | --- |
|      | PlayStation   | 3 dicembre 1994             | 104,25 milioni (dicembre 2015) | La prima console della serie, parte della quinta generazione e concorrente del Sega Saturn e del Nintendo 64. | - Net Yaroze, nera con strumenti per sviluppare giochi e programmi. - PSone (2000), variante più piccola uscita in contemporanea con la PS2. |
|      | PlayStation 2 | 4 marzo 2000                | 160 milioni (2024)             | Uscita 2 anni dopo il Sega Dreamcast e un anno prima dei concorrenti Xbox e Nintendo GameCube, la console è parte della sesta era ed è retrocompatibile con tutti i giochi della PlayStation (una memory card della PlayStation è però richiesta per salvare i giochi). Fu integrata nel videoregistratore PSX e nel televisore Sony BRAVIA KDL22PX300 HDTV.                                 | - Slim (2004), più piccola, sottile e con porta Ethernet; venduta dal 2007 in una versione con alimentatore di corrente più leggero e dal 2008 in una nuova revisione con alimentatore incluso nel corpo della console.. - PSX (2003), venduta solo in Giappone come una macchina che incorpora un videoregistratore digitale e una PS2. Prima console Sony a utilizzare l'interfaccia XrossMediaBar (XMB) e collegabile a una PSP per il trasferimento video e musica via USB e con un software per video e audio editing e fotoritocco, supporto per giochi online tramite un adattatore di banda larga interno. |
|      | PlayStation 3 | 11 novembre 2006            | 87,4 milioni (aprile 2019)     | Terza console della serie, è in concorrenza con le console di settima generazione: Xbox 360 di Microsoft e il Wii di Nintendo. Prima console della serie a introdurre l'uso di controlli motori nei giochi attraverso l'uso del controller SIXAXIS, oltre ad altre funzioni come il supporto al Blu-ray e la risoluzione Full HD. Fu venduta nelle versioni da 20, 40, 60, 80, 160 e 320 GB. | - Slim (2009), più piccola del 33%, più leggera del 36% e con un consumo di corrente dal 34% al 45% in meno. Nuovo sistema di raffreddamento, processore Cell a 45 nm e supporto alla tecnologia CEC per il controllo dal telecomando del televisore. - Super Slim (2012), più piccola e leggera del 25% rispetto alla Slim. |
|      | PlayStation 4 | 15 novembre 2013            | 117,17 milioni (maggio 2024)   | Quarta console della serie, in concorrenza con le console di ottava generazione: Wii U e Switch di Nintendo e Xbox One di Microsoft. | - Slim (2016), più piccola ma con le stesse caratteristiche tecniche. - Pro (2016), più potente dell'originale per GPU, CPU e banda passante e supporto per il 4K. |
|      | PlayStation 5 | 19 novembre 2020            | 80,3 milioni (agosto 2025)     | Quinta console della serie, compete con le console di nona generazione: Xbox Series X e Series S di Microsoft e la console di ottava generazione Nintendo Switch. | Originali - Standard Edition, con lettore ottico Blu-Ray 4K. - Digital Edition, senza lettore ottico Blu-Ray 4K. Revisione - Slim (2023), versione ridisegnata che unifica le versioni originali in una versione digitale con lettore ottico modulare opzionale. - Pro (2024), con miglioramenti nella GPU, Ray Tracing e nell'upscaling basato su IA. Supporta il Wi-Fi 7, il VRR e giochi in 8K, con un SSD di serie da 2TB. Digitale con lettore ottico modulare. |

## Console portatili
| Foto | Nome                 | Data di commercializzazione | Vendite                       | Informazioni | Altre versioni |
| ---- | -------------------- | --------------------------- | ----------------------------- | --- | --- |
|      | PlayStation Portable | 11 dicembre 2004            | 80,82 milioni (dicembre 2015) | Messa in vendita il marzo 2005, la PlayStation Portable è la prima console portatile di Sony e compete con il Nintendo DS. La console è la prima a utilizzare un formato proprietario di dischi ottici chiamato Universal Media Disk, che può immagazzinare sia giochi che film. Contiene 32 MB di memoria flash interna espandibile con schede di memoria Memory Stick PRO Duo. | Esistono vari altri modelli. PlayStation Portable Slim & Lite (dotata di schermo più luminoso, ram raddoppiata), PlayStation Portable 3000 (maggiore gamma di colori), PSP Go (senza lettore UMD, ma memoria interna di 16 o 32 GB) e PSP-E1000 |
|      | PlayStation Vita     | 17 dicembre 2011            | 12,97 milioni (dicembre 2015) | La PlayStation Vita è uscita in Asia nel dicembre 2011 e in Europa e in Nord America nel febbraio 2012. Il dispositivo ha uno schermo OLED di 5 pollici, due stick analogici, un touchpad posteriore, un sensore Sixaxis e un processore quad core.. Usa un'interfaccia grafica di nome LiveArea.                                                                                | PlayStation Vita 2000, PlayStation TV (non portatile) |
|      | Playstation Portal   | 15 novembre 2023            |                               | La Playstation Portal è stata messa in vendita come accessorio PS5, per giocare attraverso un collegamento Wi-Fi e l'uso del Remote Play ai propri giochi su PS5. Include uno schermo LCD HD da 8 pollici. | |

## Altri dispositivi
| Foto | Nome console              | Data d'uscita   | Informazioni |
| ---- | ------------------------- | --------------- | --- |
|      | PocketStation             | 23 gennaio 1999 | La PocketStation è una console in miniatura creata come periferica per la prima PlayStation. Uscita nel solo Giappone il 23 gennaio 1999, ha un display in bianco e nero, una cassa audio, un orologio e una porta infrarossi. Può essere anche utilizzata come memory card per la PlayStation collegandola a una porta memory card. |
|      | Sony BRAVIA KDL22PX300    | 2010            | Il Sony BRAVIA KDL22PX300 è un televisore che incorpora una PlayStation 2, con 4 porte HDMI. Un televisore 3D marchiato PlayStation esce nel 2011. |
|      | Sony Ericsson Xperia Play | 1º aprile 2011  | Xperia Play è un telefono cellulare sviluppato per i giochi e che è certificato PlayStation. |
|      | PlayStation 3D Display    | autunno 2011    | Il PlayStation 3D Display è un televisore da 24 pollici, Full HD, LED Edge, specificamente progettato per il gioco in 3D stereoscopico. Viene venduto abbinato a un paio di occhiali 3D appositi che permettono a due giocatori di vedere due immagini diverse nello stesso momento, senza quindi ricorrere allo split screen.       |

## Servizi online
| Nome                  | Data d'uscita      | Dismissione        | Informazioni |
| --------------------- | ------------------ | ------------------ | --- |
| PlayStation Network   | 11 novembre 2006   |                    | Un servizio online focalizzato in un multiplayer online e distribuzione di contenuti digitali. È mantenuto dalla Sony per l'uso con le console PS3, PS4, PS5, PSP e PSVITA. Il servizio ha più di 90 milioni di utenti iscritti in tutti il mondo (gennaio 2019) e provvede altre funzionalità come PlayStation Store e trofei. |
| PlayStation Store     | 11 novembre 2006   |                    | Negozio online disponibile tramite PlayStation Network che utilizza carte di credito e carte PlayStation Network Card. È aggiornato ogni martedì e offre contenuti scaricabili, alcuni a pagamento e alcuni gratuiti, come giochi completi, contenuti aggiuntivi, demo giocabili, temi e trailer di film. Il servizio è accessibile attraverso un'icona della barra XMB nella PS3 e PSP e da computer tramite l'applicazione Media Go. Contenuti video come film e show televisivi saranno disponibili nei televisori Bravia, computer VAIO e lettori Blu-Ray Sony.                                      |
| Life with PlayStation | 23 marzo 2007      | 6 novembre 2012    | Era un'applicazione Folding@home per la PS3 che si connetteva con il sistema di calcolo distribuito della Stanford University e consentiva agli utenti di donare la potenza di calcolo del proprio sistema PS3. La ricerca fatta con questo progetto contribuiva alla creazione di cure per i virus. Consisteva anche di una vista 3D della Terra contenente l'attuale tempo atmosferico e notizie da diverse città del mondo. |
| PlayStation Blog      | 11 luglio 2007     |                    | Un blog che tratta di argomenti inerenti ai giochi per la PlayStation. Esiste anche il PlayStation Blog Share che è un sotto-sito che consente di inviare le idee degli utenti al PlayStation team e di votare le idee degli altri utenti. |
| PlayStation Home      | 11 dicembre 2008   | 1 aprile 2015      | Un hub in cui gli utenti potevano interagire con altri utenti. |
| PlayStation Plus      | 29 giugno 2010     |                    | PlayStation Plus è un servizio a pagamento che aggiunge funzionalità e servizi al PlayStation Network. Abilità una funzione di download automatico che consente alla console di scaricare automaticamente patch per i giochi e aggiornamenti di sistema. Inoltre consente l'accesso al download di 3 o a volte 4 giochi diversi ogni mese, materiale extra come beta, demo giocabili, contenuti premium. Altri contenuti sono sconti PlayStation Store e giochi PlayStation Network gratuiti, PSone Classics, PlayStation Minis, temi e avatar. Il servizio è obbligatorio per l'online su PlayStation 4 |
| PlayStation App       | 11 gennaio 2011    |                    | Playstation App, uscita in vari paesi europei per iOS e Android, è un'applicazione che consente agli utenti di vedere i propri trofei, vedere se i loro amici sono online e leggere informazioni sulla PlayStation. Questa applicazione non ha nessuna funzionalità di gioco. |
| PlayStation Mobile    | 3 ottobre 2012     | 10 settembre 2015  | Era un servizio che permetteva il download di giochi e applicazioni certificate Sony direttamente da un terminale PlayStation certificato. |
| PlayStation Room      | Servizio annullato | Servizio annullato | Era un framework che permetteva il download di giochi e applicazioni certificate Sony direttamente da un terminale PlayStation certificato (quali il Sony Ericsson Xperia Play e la PlayStation Portable). Era un beta test uscito solo in Giappone dall'ottobre 2009 all'aprile 2010 e scomparso a causa di un feedback negativo da parte della comunità. |
| PlayStation Now       | 15 aprile 2016     |                    | È il servizio basato sulla tecnologia cloud di Gaikai che permette di giocare ai titoli PlayStation sui vari apparecchi PlayStation e su altre piattaforme non necessariamente dedicate al gaming. |

## Controller
| Foto | Nome controller        | Data d'uscita     | Informazioni |
| ---- | ---------------------- | ----------------- | --- |
|      | Controller PlayStation | 24 settembre 1995 | Il primo controller della prima PlayStation è dotato di un pad direzionale, 4 pulsanti di selezione (, e ) più Start e Select. I pulsanti funzione laterali L1, L2, R1 e R2 sono ubicati nella parte superiore del controller. Nel 1996 esce il PlayStation Analog Joystick per l'uso con i simulatori di volo. Nel 1997 questo controller viene sostituito dal Dual Analog, con 2 stick analogici in più. Il Dual Analog viene seguito dal controller DualShock. |
|      | Dual Analog Controller | settembre 1997    | Rispetto al predecessore, la caratteristica più evidente è l'aggiunta di due leve analogiche, anche se è ancora assente la vibrazione (ad eccezione del modello nipponico) per i mercati statunitensi ed europei. L'impugnatura è più lunga rispetto al DualShock, gli stick analogici erano concavi e di plastica, senza rivestimento in gomma. Includeva anche una terza modalità (riferita alla periferica FlightStick Analog Controller), segnalata con un LED verde. |
|      | DualShock              | maggio 1998       | Il DualShock è simile al suo predecessore e si compone di tre controller. La differenza con il Dual Analog è che il DualShock supporta una funzione di vibrazione. |
|      | DualShock 2            | 24 novembre 2000  | Con l'uscita della PlayStation 2 il DualShock si evolve in DualShock 2, con l'introduzione della sensibilità dei tasti: in base alla forza con cui vengono premuti i tasti, la PlayStation 2 elabora differenti soluzioni di gioco. Le maggiori innovazioni rispetto alla prima versione (motori più potenti con un peso inferiore) lo rendono ancora più maneggevole. |
|      | Sixaxis                | 23 marzo 2007     | Il Sixaxis è il primo controller della PlayStation 3 ed è priva di vibrazioni, ma con un sistema di riconoscimento dei movimenti. |
|      | DualShock 3            | 4 luglio 2008     | Annunciato al Tokio Game Show 2007, il DualShock 3 rappresenta la seconda serie di controller per la PlayStation 3 (essendo il Sixaxis il primo). Il DualShock 3 è dotato delle stesse funzioni e dello stesso aspetto del Sixaxis, ma supporta la funzione della vibrazione. |
|      | DualShock 4            | 15 novembre 2013  | Il DualShock 4, introdotto con la PlayStation 4, rappresenta un'ulteriore evoluzione del DualShock. Le novità rispetto ai precedenti modelli sono un touchpad posizionato sulla parte anteriore del controller, un altoparlante integrato, i pulsanti Share e Option (che sostituiscono rispettivamente Select e Start), una barra LED situata nella parte superiore del controller, che si illumina a seconda dell'utilizzo e un sensore integrato per un controllo del movimento a elevata sensibilità. |
|      | DualSense              | 19 novembre 2020  | Il DualSense è il controller ideato da Sony per la console PlayStation 5, possiede grilletti adattivi nei tasti L2 e R2 che possono modificare la resistenza secondo necessità, come quando si tende la corda di un arco durante il gioco. Il controller offre un forte feedback tattile attraverso gli attuatori della bobina vocale, che insieme a un altoparlante del controller migliorato ha lo scopo di fornire una migliore esperienza di gioco, in più possiede un microfono integrato. Il touchpad e il tasto SHARE rimangono presenti a differenza che quest'ultimo vede un cambio di nome da SHARE a Create (in italiano: Crea). Rispetto ai precedenti viene rivisto anche il design caratterizzato da una doppia tonalità di colori. La posizione del LED luminoso, non più incardinato in un unico spazio, è presente con una doppia feritoia ai lati del touchpad. Sony afferma che rispetto al precedente, il DualSense è meno ingombrante e più leggero. |

## Controller di movimento, videocamere e visori
| Foto | Nome               | Data d'uscita     | Informazioni |
| ---- | ------------------ | ----------------- | --- |
|      | Eye Toy            | ottobre 2003      | L'EyeToy è una videocamera digitale a colori (simile a una webcam) compatibile con la PlayStation 2. |
|      | PlayStation Eye    | 26 ottobre 2007   | La PlayStation Eye è una videocamera digitale per PlayStation 3, successore della EyeToy. Ha una risoluzione migliore e un microfono integrato. |
|      | PlayStation Move   | 15 settembre 2010 | Il PlayStation Move è un controller che riconosce i movimenti del corpo. Il PlayStation Move si basa sulla webcam PlayStaton Eye per verificare la posizione del controller.                                                                                   |
|      | PlayStation Camera | 15 novembre 2013  | La PlayStation Camera è un dispositivo per PlayStation 4 che include due videocamere digitali a 1280×800px e quattro microfoni, permettendo il rilevamento di profondità e movimenti dei giocatori. Funziona in accoppiata con PlayStation Move o DualShock 4. |
|      | PlayStation VR     | 13 ottobre 2016   | PlayStation VR è un visore di realtà virtuale, compatibile con PlayStation 4. Ha raggiunto le 6 milioni di unità vendute (gennaio 2022). |
|      | PlayStation VR2    | 22 febbraio 2023  | PlayStation VR è un visore di realtà virtuale, compatibile con PlayStation 5. Ha raggiunto le 270 mila unità vendute (giugno 2024). |